# Filipp Yankovsky
Filipp Yankovsky (10 de novembro de 1968) é um diretor de cinema russo.